# Heterochelus blandulus
Heterochelus blandulus är en skalbaggsart som beskrevs av Kulzer 1960. Heterochelus blandulus ingår i släktet Heterochelus och familjen Melolonthidae. Inga underarter finns listade i Catalogue of Life.